# Mindre elefantfågel
Mindre elefantfågel (Mullerornis modestus) är en förhistorisk utdöd fågel i familjen elefantfåglar. Den igår i ordningen elefantfåglar, som alla tidigare förekom på Madagaskar. Fågeln beskrevs utifrån subfossila benlämningar som var kraftigare än Mullerornis betsilei. Datering med kol-14-metoden av ett ben som troligen tillhörde släktet visar att fågeln levde åtminstone till slutet av första årtusendet.
Vidare studier från 2018 har visat att både Mullerornis betsilei och Mullerornis agilis storleksmässigt ryms inom variationen för mindre elefantfågel som är typarten för släktet, och dessa behandlas därför numera som synonymer. Mindre elefantfågeln hade tidigare det vetenskapliga artnamnet rudis, men modestus har prioritet.